# Ранок (тижневик)
«Ранок» — тижневик, орган Хабаровської Української Ради, виходив як продовження таз. «Хвиля України», у Хабаровську на Зеленому Клині з серпня 1917 до 1918; «Р.» заступила «Нова Україна».